# A Pickle for the Knowing Ones
A Pickle for the Knowing Ones is een autobiografisch boek geschreven door de Amerikaanse zakenman Timothy Dexter in 1802. Het boek, bestaande uit 8.847 woorden verspreid over 32 pagina's, kenmerkt zich door het ontbreken van leestekens, vele spelfouten, grammaticale fouten en willekeurig gebruik van hoofdletters. De tekst is gestructureerd als een reeks brieven, allemaal ondertekend door Dexter zelf. Inhoudelijk uit Dexter zijn ongenoegen over onderwerpen zoals politici en de geestelijkheid, terwijl hij tegelijkertijd zijn eigen glorie en macht prijst. Opvallend is zijn voorstel dat de Verenigde Staten een keizer nodig hebben en dat men hem zou moeten oproepen om de leiding te nemen.
In 1805 publiceerde Dexter een tweede editie als reactie op klachten over het ontbreken van leestekens. Deze editie bevatte pagina's vol leestekens in het appendix, waarbij lezers werden aangemoedigd deze naar eigen inzicht te gebruiken. Na de dood van Dexter in 1806 werden nog zes edities uitgegeven, waarbij redacteuren brieven en toespraken van Dexter toevoegden.
Het boek kreeg aandacht van de negentiende-eeuwse dichter Oliver Wendell Holmes sr., die in 1890 stelde dat Dexter "de Amerikaanse literaire onafhankelijkheid" had uitgeroepen. Latere vermeldingen in The New York Times in 1925 benadrukten de vergelijking met Benjamin Franklins Poor Richard's Almanack en de bruikbaarheid van Dexters werk voor het aanleren van typen. In 1932 werd Dexter en zijn werk besproken door auteur W.H. Blumenthal.